# Carthamus calvus
Carthamus calvus là một loài thực vật có hoa trong họ Cúc. Loài này được (Boiss. & Reut.) Batt. mô tả khoa học đầu tiên năm 1889.